# Gabrovka pri Zagradcu
Gabrovka pri Zagradcu – wieś w Słowenii, w gminie Ivančna Gorica. W 2018 roku liczyła 127 mieszkańców.